# Eleven Emlékmű
Az Eleven Emlékmű egy közösségi kezdeményezés által létrehívott „ellenemlékmű” és alulról építkező társadalmi mozgalom. A kormány által a budapesti Szabadság térre tervezett, majd megvalósított „A német megszállás áldozatainak emlékműve” elleni tiltakozássorozat civil egyesületek által szervezett, részvételiségre és nyilvános párbeszédre építő köztéri akciósorozata. A tiltakozás azon a feltételezésen alapul, hogy az emlékmű történelemhamisítást tartalmaz, amennyiben szimbolikája úgy értelmezhető, hogy a korabeli magyar hatóságokat nem terheli felelősség a magyar holokausztért.

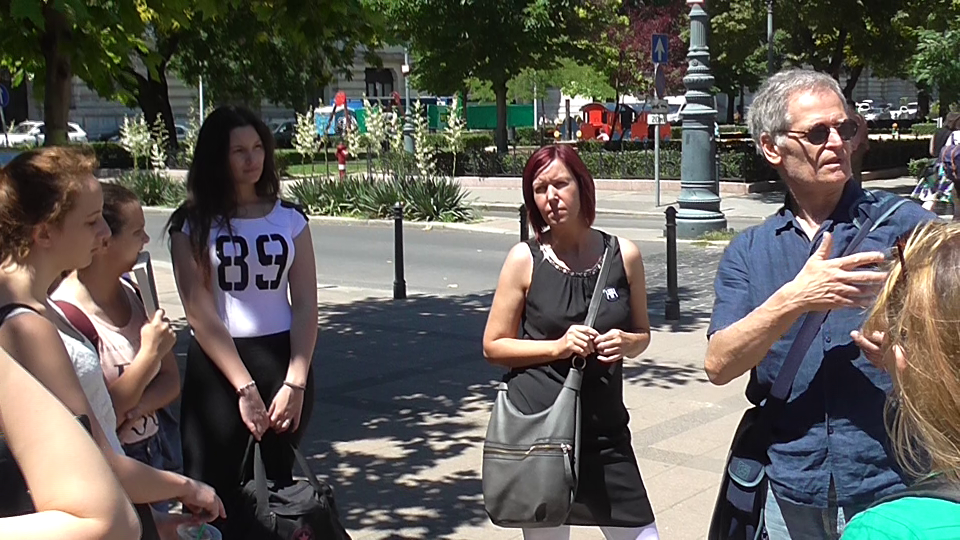
Homoki Andrea és Sebő Gábor előadását hallgatják a Közös Nevező program keretében pécsi, tehetséggondozó programban részt vevő tizenévesek

## Történet

### Előzmények
2013. december 31-én a második Orbán-kormány kormányhatározatban döntött egy emlékmű létesítéséről a budapesti Szabadság téren, amely Magyarország 1944. március 19-én történt német megszállásának kíván emléket állítani. A társadalmi és szakmai egyeztetés nélkül meghozott döntés, illetve a nyilvánosságra került terv és műleírás számos tiltakozást váltott ki a társadalomból, a magyar és nemzetközi közélet különböző szereplőiből.

### Az első akciók
2014. január 2-án a Tolerancia csoport tiltakozó flashmobot szervezett a téren, majd február 1-én egy sok száz embert megmozgató tömeggyűlést, amelyen ellenzéki pártok képviselői is felszólaltak. A Sebő Gábor, illetve a Magyar Fruzsina és Zoltai Andrea  által képviselt Tolerancia csoport összefogásából ekkor létrejött Tiszta Emlékezet csoport ezt követően heti rendszerességgel szervezett tiltakozó megmozdulásokat. 
2014 februárjában a Humán Platform kezdeményezésére civilekből, aktivistákból, művészekből és művészettörténészekből egy informális csoport alakult azzal a céllal, hogy az államilag tervezett, vitatott jelentésű emlékmű problémáit tematizálja a közvéleményben, illetve annak felállítását a tervezett formájában lehetőség szerint megakadályozza. Többszöri találkozót és közös gondolkodást követően a kezdeményező csoport úgy döntött, hogy 2014. március 23-ra tiltakozó demonstrációt  szervez, amelyben arra kérték a résztvevőket, hogy: „hozzunk magunkkal egy-egy emlékkövet, emlékmécsest, kis keresztet vagy olyan személyes tárgyat, amely kifejezi érzelmeinket, személyes érintettségünket és méltóságteljesen helyezzük őket a mélygarázs gépkocsi-lehajtójának kő mellvédjére”. Emeljünk e sokféle személyes jelből olyan súlyos halmot, amely kifejezi nemzetünk tagjainak igényét arra, hogy közösen és önkritikusan vessünk számot veszteségeinkkel”. A demonstráció napján, a tárgyak elhelyezése előtt a szervezők két egymás felé fordított fehér széket helyeztek el a helyszínen, valamint megalapították az Eleven Emlékmű kezdeményezés Facebook-csoportját.

### A megszállási emlékmű munkálatainak elkezdése után
Két nappal a 2014-es magyarországi országgyűlési választásokat követően, április 8-án a tiltakozások és a miniszterelnök által kilátásba helyezett, ám elmaradt egyeztetések ellenére elkezdődtek a vitatott megszállási emlékmű építési munkálatai. Az Eleven Emlékmű szervezői felhívást tettek közzé, majd 2014. április 17-től kezdődően napi rendszerességgel néhány tucat fehér széket helyeztek el a helyszínen, és moderált beszélgetéseket kezdeményeztek meghívott, illetve spontán módon csatlakozó civilek részvételével.

### Viszonya a többi tiltakozó akcióhoz, rendezvényhez
A csoport 2014. április 27-én demonstrációt szervezett a Szabadság térre, majd csatlakozott az Élet Menetéhez. Júniusban a mozgalom részt vett a Csillagos Házak Archiválva 2014. április 11-i dátummal a Wayback Machine-ben rendezvénysorozatában. Augusztustól a folyamatos tiltakozóakciókat addig szervező „Tiszta emlékezettel a szabadságért, demokráciáért” Facebook-csoport helyébe a Némethi Gábor, Szász Judit és Sebő Gábor nevével fémjelzett Szabadságszínpad Facebook csoport lépett; azóta megszakítás nélkül e csoport szervezi a téren zajló demonstrációkat. Főként a Szabadságszínpad csoport aktivistái gondoskodnak arról, hogy az ellenemlékmű (Élő Emlékhely, Eleven Emlékmű) tárgyegyüttese fennmaradjon; pótolják és bővítik annak tartalmi elemeit, mécseseket gyújtanak, virágokat ültetnek és locsolnak, takarítanak. Az Eleven Emlékmű csoport moderált beszélgetései emellett az őszi-téli időszakban egy saját készítésű téliesített, mobil köztéri pavilonban zajlanak.

## Külső hivatkozások
- Eleven Emlékmű a Facebookon
- Az Eleven Emlékmű Facebook csoportja